# Stacey Gordon
Stacey Gordon est une ancienne joueuse de volley-ball canadienne née le 25 janvier 1982 à Oshawa (Ontario). Elle mesure 1,82 m et jouait au poste de réceptionneuse-attaquante. Elle a totalisé 60 sélections en équipe du Canada.

## Clubs
| Club                  | De        | À         |
| --------------------- | --------- | --------- |
| Ohio State University | 2001-2002 | 2003-2004 |
| Criollas de Caguas    | 2005-2005 | 2005-2005 |
| Eczacıbaşı İstanbul   | 2005-2006 | 2006-2007 |
| Tenerife Marichal     | 2007-2008 | 2007-2008 |
| Galatasaray İstanbul  | 2008-2009 | 2008-2009 |
| Llaneras de Toa Baja  | 2010-2010 | 2010-2010 |
| Criollas de Caguas    | 2011-2011 | 2012-2012 |
| Lancheras de Cataño   | 2013-2013 | 2013-2013 |

## Palmarès

### Clubs
- Championnat de Turquie
  - Vainqueur : 2006, 2007.
- Supercoupe d'Espagne
  - Vainqueur: 2008

### Distinctions individuelles
- Coupe panaméricaine de volley-ball féminin 2006: Meilleure réceptionneuse.